# Fernando Hernández (Handballspieler)
Fernando Hernández Casado (* 24. Februar 1973 in Valladolid, Spanien) ist ein ehemaliger spanischer Handballspieler. Er wurde in der Regel auf Rechtsaußen eingesetzt.

## Karriere
Fernando Hernández begann in seiner Heimatstadt beim Verein La Salle mit dem Handballspiel. Mit La Salle gewann er 1989 in Bilbao die spanische Juniorenmeisterschaft. 1992 debütierte er für den örtlichen Erstligisten BM Valladolid in der spanischen Liga ASOBAL, gewann jedoch keine Titel. Daraufhin wechselte er 1996 zum Rivalen Ademar León, wo er 2000 die Copa ASOBAL sowie den Europapokal der Pokalsieger gewann. Im selben Jahr wurde er vom großen FC Barcelona unter Vertrag genommen. Mit den Katalanen gewann er 2001 die Copa ASOBAL und den spanischen Supercup, 2002 erneut die Copa ASOBAL, 2003 die spanische Meisterschaft und den EHF-Pokal, 2004 den Copa del Rey de Balonmano, den spanischen Supercup und die EHF Champions Trophy, 2005 die EHF Champions League, 2006 noch einmal die spanische Meisterschaft und 2007 noch einmal den spanischen Supercup. 2007 jedoch belegte Barcelona in der Liga nur den vierten Platz, was die Vereinsführung zu einem kompletten Umbruch veranlasste. Infolgedessen wurde Hernández gegen Albert Rocas von SDC San Antonio getauscht. 2010 wechselte er in die zweite Liga zu BM Badajoz. 2012 kehrte er zurück zu BM Valladolid. Nach dem Abstieg und der Auflösung des Vereins im Jahr 2014 schloss er sich dem Nachfolgeverein BM Atlético Valladolid in der zweiten Liga an. 
Mit 617 Spielen liegt er in der ewigen Einsatzliste der Liga auf Platz 3 hinter Juanín García (628) und José Javier Hombrados (767).
Fernando Hernández bestritt 118 Länderspiele für die spanische Nationalmannschaft, in denen er 323 Tore erzielte. Bei der Weltmeisterschaft 2005 errang er mit dem spanischen Team den Titel, bei der Europameisterschaft 1996 gewann er Silber, bei den Olympischen Spielen 1996 in Atlanta und bei den Mittelmeerspielen 2001 Bronze.